# Outbreak Company
Outbreak Company: Moeru Shinryakusha (яп. アウトブレイク・カンパニー ～萌える侵略者～ Аутобурэйку кампани: моэру синрякуся, букв.«Мятежная компания: Моэ миссия») — серия ранобэ, написанная Итиро Сакаки, с иллюстрациями Югэна. Трансляция аниме велась с 3 октября по 19 декабря 2013 года.

## Сюжет
Однажды солдаты Японии обнаружили проход в другой мир. В этом мире не было техники, но существовала магия. Могла бы случиться война, но, по счастью, она не случилась. Правительство нового мира заинтересовалось кое-чем. И не технологией или оружием, а культурой манги и аниме, коих в Японии навалом. Чтобы показать всю близость своей культуры, правительство Японии находит простого парня Синъити, являющегося экспертом в области аниме и манги. Его тайно переправляют в иной мир и поселяют в доме империи Эльданте. И теперь его цель — приучить местное население к японской культуре.

## Персонажи
Синъити Кано (яп. 加納 慎一 Кано: Синъити) — главный герой аниме. Простой парень из Японии, настоящий отаку, из-за чего его бросила девушка, которую он знал с детства. Успешно сдал тест на знание аниме и манги, найденный в Интернете. Получил от правительства Японии миссию — принести культуру аниме и манги в Эльданте. Сумел ассимилироваться и даже создал школу, где преподаёт. Любит всё оценивать с точки зрения аниме.
Сэйю: Нацуки Ханаэ
Мюссель (яп. ミュセル・フォアラン Мюсэру Фоаран) — служанка-полуэльф в доме Синъити. Очень его любит и заботится о нём. С его помощью выучила японский, так что может общаться без кольца и читать. Так же была первой кого Синъити начал приучать к культуре отаку. Мечтает попасть в Японию. Немного скромная, но ради Синъити готова пойти на всё.
Сэйю: Судзуко Мимори
Эльвия (яп. エルビア・ハーナイマン Эрубиа Ха:наиман) — девушка-волк, шпионившая для Богарама, соседнего королевства. Синъити, которого она покорила своими ушками и хвостиком, спас Эльвию от пыток и казни, сделав её личным художником. Иногда ведёт себя соответственно образу: бегает за мячиком как собака; плавает по-собачьи. Во время полнолуния на неё находит необузданная страсть, которую испытал на себе Синъити.
Сэйю: Сумирэ Уэсака
Петрарка Ан Эльданта III (яп. ペトラルカ・アン・エルダント三世 Пэторарука Ан Эруданто сансэй) — императрица империи Эльданте. Стала императрицей в раннем возрасте из-за дворцовых интриг. Немного капризная, взбалмошная и самовлюблённая. Ей понравился Синъити, несмотря на то, что он сравнил её с лоли. Уговорила его преподавать ей японский. Первоначально ненавидела и презирала Мюссель, так как она полуэльфийка, но потом та спасла императрицу и они стали подругами.
Сэйю: Май Футигами
Минори Коганума (яп. 古賀沼 美埜里 Коганума Минори) — солдат, приставленная охранять Синъити. Как и он, увлекается мангой и аниме, но, в отличие от него, предпочитает яой. Будучи убеждённой яойщицей, считает, что Синъити и Галиус должны быть вместе.
Сэйю: Маая Утида
Галиус (яп. ガリウス・エン・コルドバル) — кузен Петрарки и главнокомандующий войсками империи. Его родители пытались захватить престол и уничтожить родителей Петрарки, но в результате погибли все. Петрарка стала императрицей, и Галиус не возражал. Он считал, что принимать чужую культуру опасно, однако вскоре сам увлёкся ею. Любит мангу об отношениях парней, что вызывает у Минори мысль, что у Галиуса есть чувства к Синъити.
Сэйю: Синъитиро Мики
Захавр (яп. ) — главный советник императрицы и её правая рука. Пользуется большим авторитетом, часто подаёт Петрарке советы.

## Прочие персонажи
Матоба (яп. 的場 甚三郎) — представитель власти Японии в Эльданте. Был первым солдатом, который обнаружил туда проход. Нанял Синъити и дал ему задание — приучить местное население к японской культуре. Настоящие мотивы не до конца понятны, так как он ходит с постоянной полуулыбкой.
Луна (яп. ) — эльфийка, одна из учениц Синъити. Способна пением укрощать драконов.
Эдуард (яп. ) — один из учеников в школе Синъити. Очень способный, так как занимается переводом рассказов на местный язык.